# Tinnhølen
El Tinnhølen o Tinnhylen es un lago de los municipios de Eidfjord (en Vestland) y Nore og Uvdal (en Buskerud). El lago está dentro del parque nacional Hardangervidda, específicamente en la meseta Hardangervidda. La parte norte es accesible mediante un camino.